# Ditta Ing. P. Pestalozzi
Ditta Ing. P. Pestalozzi war ein italienischer Hersteller von Automobilen.

## Unternehmensgeschichte
Das Unternehmen aus Turin fertigte hauptsächlich Fensterläden. Auf dem Automobilsalon von Paris im Jahre 1913 wurde erstmals ein Automobil ausgestellt. Die Produktion lief bis 1914. Der Markenname lautete Flirt, abgeleitet von den lateinischen Begriffen Fortis Levis Iucunda Rapida Transeat (deutsch etwa: Fahre kraftvoll, leicht, fröhlich, schnell).

## Fahrzeuge

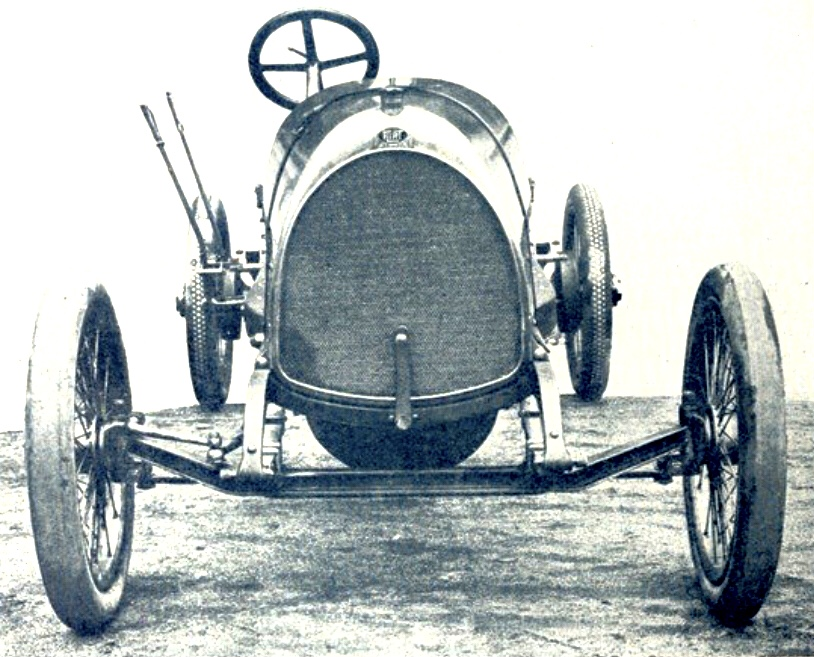
FLIRT um 1913

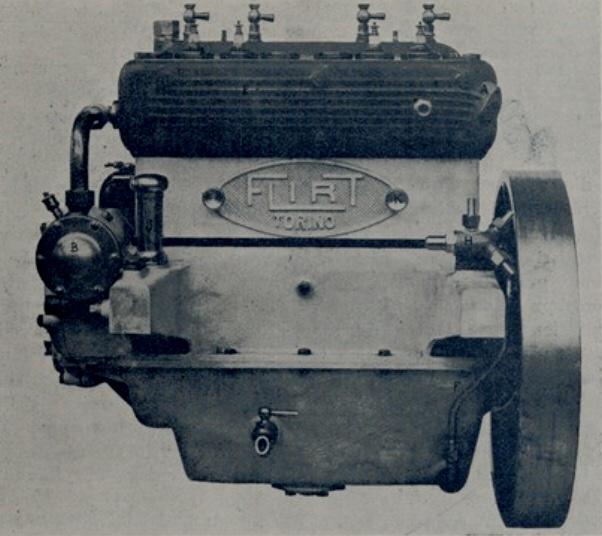
FLIRT Motorblock um 1913

Das einzige Modell 20/30 HP war mit einem Vierzylindermotor mit zwei seitlichen Nockenwellen ausgestattet. Der Motor leistete aus 2724 cm³ Hubraum mit 85 mm Bohrung und 120 mm Hub 30 PS bei 1800/min. Die bauartbedingte Höchstgeschwindigkeit war mit 100 km/h angegeben.